# Hippocrepina
Hippocrepina, en ocasiones erróneamente denominado Arhippocrepum, es un género de foraminífero bentónico de la subfamilia Hippocrepininae, de la familia Hyperamminoididae, de la superfamilia Hippocrepinoidea, del suborden Hippocrepinina y del orden Astrorhizida. Su especie tipo es Hippocrepina indivisa. Su rango cronoestratigráfico abarca el Holoceno.

## Discusión
Clasificaciones previas incluían Hippocrepina en el Suborden Textulariina y/o Orden Textulariida

## Clasificación
Hippocrepina incluye a las siguientes especies:
- Hippocrepina alba
- Hippocrepina barksdalei
- Hippocrepina bendensis
- Hippocrepina clivosa
- Hippocrepina constricata
- Hippocrepina cylindrica
- Hippocrepina dabravensis
- Hippocrepina depressa
- Hippocrepina ebusitana
- Hippocrepina electa
- Hippocrepina gracilis
- Hippocrepina guttiforme
- Hippocrepina indivisa
- Hippocrepina oblonga
- Hippocrepina oviformis
- Hippocrepina pusilla
- Hippocrepina rudis
- Hippocrepina rugosa
- Hippocrepina vertebralis

Otra especie considerada en Hippocrepina es:
- Hippocrepina flexibilis, aceptado como Bathysiphon flexibilis